# Marek Hrivík
Marek Hrivík, född 28 augusti 1991, är en slovakisk professionell ishockeyspelare som är kontrakterad till NHL-organisationen New York Rangers och spelar för deras primära samarbetspartner Hartford Wolf Pack i American Hockey League (AHL). Han har tidigare spelat på lägre nivåer för Connecticut Whale i AHL, HK Orange 20 i Extraliga och Moncton Wildcats i Ligue de hockey junior majeur du Québec (LHJMQ).
Hrivík blev aldrig draftad av någon NHL-organisation.
Den 16 augusti 2019 skrev Marek Hrivik på ett ettårskontrakt med Leksands IF i den svenska toppligan SHL.

## Statistik
| 2008–2009        | HK Orange 20       | Extraliga        | 34  | 8  | 6   | 14  | 10 | —  | — | —  | —  | —  |
| 2009–2010        | Moncton Wildcats   | LHJMQ            | 66  | 26 | 29  | 55  | 14 | 21 | 5 | 12 | 17 | 8  |
| 2010–2011        | Moncton Wildcats   | LHJMQ            | 59  | 38 | 41  | 79  | 18 | 4  | 0 | 6  | 6  | 11 |
| 2011–2012        | Moncton Wildcats   | LHJMQ            | 54  | 29 | 41  | 70  | 8  | 4  | 1 | 2  | 3  | 0  |
|                  | Connecticut Whale  | AHL              | 8   | 1  | 0   | 1   | 0  | 9  | 5 | 4  | 9  | 10 |
| 2012–2013        | Connecticut Whale  | AHL              | 40  | 7  | 19  | 26  | 10 | —  | — | —  | —  | —  |
| 2013–2014        | Hartford Wolf Pack | AHL              | 74  | 13 | 14  | 27  | 22 | —  | — | —  | —  | —  |
| 2014–2015        | Hartford Wolf Pack | AHL              | 72  | 12 | 21  | 33  | 12 | 15 | 3 | 6  | 9  | 6  |
| 2015–2016        | New York Rangers   | NHL              | 3   | 0  | 1   | 1   | 0  | —  | — | —  | —  | —  |
|                  | Hartford Wolf Pack | AHL              | 52  | 7  | 21  | 28  | 16 | —  | — | —  | —  | —  |
| NHL totalt       | NHL totalt         | NHL totalt       | 3   | 0  | 1   | 1   | 0  | —  | — | —  | —  | —  |
| AHL totalt       | AHL totalt         | AHL totalt       | 246 | 40 | 75  | 115 | 60 | 24 | 8 | 10 | 18 | 16 |
| Extraliga totalt | Extraliga totalt   | Extraliga totalt | 34  | 8  | 6   | 14  | 10 | —  | — | —  | —  | —  |
| LHJMQ totalt     | LHJMQ totalt       | LHJMQ totalt     | 179 | 93 | 111 | 204 | 40 | 29 | 6 | 20 | 26 | 19 |